# Giovanni Bernardini
Giovanni Bernardini (Pescara, 13 aprile 1923 – Monteroni di Lecce, 13 gennaio 2020) è stato uno scrittore e giornalista italiano, uno dei maggiori intellettuali salentini del XX secolo.

## Biografia
Nato il 13 aprile del 1923 a Pescara, studiò Lettere inizialmente a Firenze, frequentando i corsi di Giuseppe De Robertis. Interruppe gli studi per la guerra, dopo la Liberazione li riprese laureandosi a Bari con Mario Sansone nel 1946. Si stabilì quindi nel Salento, dove vivrà fino alla morte. Collaborò come pubblicista a riviste e periodici. Scrisse racconti, romanzi, testi giornalistici e poesie che riscossero il favore dei lettori e per i quali vinse vari premi, tra cui, nel 1957, il "Salento". Oltre che scrittore, Bernardini fu maestro per generazioni di studenti nei licei leccesi. Impegnato socialmente e politicamente, ricoprì anche, tra il 1992 e il 1993, la carica di Sindaco del comune dove viveva (Monteroni di Lecce). Nel dicembre 2013 fu finalista nel XXXI "Premio Firenze" sezione D - Narrativa edita col volume Il tempo della memoria.  Morì a 96 anni nel 2020.

## Temi
Nell'apparente disomogeneità di una produzione che copre quasi settant'anni, è possibile riconoscere alcuni temi ricorrenti: la ricerca del rigore linguistico, l'impegno sociale insieme all'ironia e alla consapevolezza amara della caducità della vita, l'importanza della famiglia come luogo degli affetti ma anche delle memorie fissate negli oggetti e negli edifici. I critici hanno a vario titolo sottolineato il dialogo intertestuale con vari autori antichi e moderni, fra i tanti: Catullo, Leopardi, Saba, Cardarelli, Bodini. Una parte della sua produzione è stata pensata per un pubblico di piccoli lettori.

## Giudizi critici
- Bernardini si autodefinisce, con un eccesso di modestia, "scrittore periferico", una definizione che mi sentirei di accettare a condizione di identificare la qualità con il successo, con il numero delle copie vendute, con la risonanza giornalistica, ecc.; se la qualità è altra cosa, come io presumo, Bernardini è scrittore irrituale, problematico, imbarazzante per la confraternita dei letterati (Giampaolo Rugarli).
- Bernardini è uno scrittore di fatti. Anche quando attraversa territori del surreale, il riferimento ai fatti costituisce comunque il motivo o quantomeno il movente del narrare. L'osservazione del mondo, della sua superficie, la descrizione precisa delle cose viste e di quelle udite, una certa cadenza stilistica tipica del giornalismo d'inchiesta, sono condizioni che connotano la sua scrittura. Ma di tanto in tanto si avverte, nettamente, lo scatto verso la figuratività, la sfera onirica e visionaria. (Antonio Errico)
- Questi versi del Bernardini ragazzo hanno teso un'imboscata al tempo: non hanno perduto la propria freschezza, il vigore e la robustezza di un dire poetico che non ammette finzioni, autentico e sincero. (Martina Gentile)
- Il dire, ed evocare, di Bernardini si svolge nel cerchio di una lunga esperienza fatta memoria. (Antonio Prete)
- L'autore, con felice penna, ha saputo coinvolgere il lettore in un testo in cui i ricordi personali si uniscono con la schietta lettura di racconti la cui delicatezza sfiora inevitabilmente le corde del sentimento umano che vengono come amalgamate in un tutt'uno con l'autore stesso. La lettura è piana, piacevole e, in alcuni punti, velata di una tristezza là dove il ricordo ha lasciato impronte indelebili nel cuore. (Dalle motivazioni della giuria del Premio Firenze)

## Opere pubblicate
- Interpretazione di Emilio Cecchi, Lecce, 1948
- Provincia difficile, Bari, 1969
- Compare brigante, Bari, 1973
- Segni del diluvio, Manduria, 1981
- Allegoria (semiseria) del viaggiatore e altri epiloghi, Foggia, 1984
- Emblema e metafora, Lecce, 1988
- Il bivio e le parole, Lecce, 1989
- Quest'inverno ti racconterò: prose e racconti, Bari, 1992
- La divisa del paziente, Lecce, 1993
- Il profumo dei gelsomini, Lecce, 1994
- Nell'imminente inverno, Manduria, 1995
- Parapagliapiglia, Lecce, 1998
- I treni (pubblicato in quattro puntate sulla rivista "Apulia" nell'annata 1999).
- Stasera a cena mangerò una balena, Lecce, 2000
- Il vento non può spegnere quelle luci, Lecce, 2001
- Nel mistero del tempo, Lecce, 2005
- I bruchi ovvero Il ragazzo in fondo al mare, S. Cesario di Lecce, 2008
- Altri giorni, altri racconti, Lecce, 2008
- Fuga dalla notte, S. Cesario, 2009
- Ed io parlo, scrivo e fumo. (Inquietudini), Copertino, 2010
- Passaggi di stagioni lontane. Poesie, Carmiano, 2011
- Il tempo della memoria, Lecce, 2012.
- Registrazione di futili accadimenti. Il telefono, Nardò, 2013
- Il tempo dell'attesa, S. Cesario di Lecce, 2014
- Il vecchio e l'ombra (Dialoghetti), Monteroni di Lecce, 2016
- Nel buio la parola (Poesie 2015-16), Monteroni di Lecce, 2016

| Controllo di autorità | VIAF (EN) 90119647 · ISNI (EN) 0000 0000 7891 3783 · SBN CFIV014774 · LCCN (EN) no97026800 |